# ワシントン海軍工廠銃撃事件
ワシントン海軍工廠銃撃事件（ワシントンかいぐんこうしょうじゅうげきじけん、英語: Washington Navy Yard shooting）とは、2013年9月16日8時20分頃（アメリカ東部標準時）、アメリカ合衆国・ワシントンD.C.東南にあるワシントン海軍工廠の施設内に所在する海軍海洋システム司令部（NAVSEA）の本部がある197号館で発生した銃撃事件である。
容疑者1名を含む少なくとも13名の死亡が確認され、このほかに14名が負傷した。2009年11月に発生したフォート・フッド銃撃事件以後、アメリカ軍基地で発生した大量殺人事件の中で二番目に犠牲者が多い事件となった。また、2001年のアメリカ同時多発テロ事件以来、ワシントンD.C.で発生した史上最悪の大量殺人事件となった。事件が発生したビルには民間人および軍関係者を合わせ、約3000名が勤務していた。

## 銃撃事件の発生
FOXニュースによると、被疑者のアーロン・アレクシス (Aaron Alexis) は犯行の二日前にワシントンD.C.南西にあるホテルレジデンス・イン・バイ・マリオットに宿泊しており、彼のほか5名の民間請負業者の団体と一緒に宿泊していたと伝えられている。
8時15分（EDT）、被疑者が散弾銃1丁を携帯し、事件が発生した第197号館に侵入した。アメリカ海軍は8時20分（EDT）に少なくとも銃撃が3回あったと発表している。海軍海洋システム司令部（NAVSEA）の役員補佐を務めるトッド・ブルンディッジ (Todd Brundidge) は彼の同僚と共に勤務先が入居しているビルの3階部分に差し掛かった時に、全身が青づくめの服装をしていた被疑者と遭遇したと証言している。
「彼は突然向きを変えて、銃を撃ち始めた。 ("He just turned and started firing.") 」
警察官に対して発砲した後、遺体から自動拳銃1丁を抜き取り、銃撃を続けた。その後警察官との銃撃戦で放たれた銃弾が致命傷となり死亡した。

## 犠牲者
ワシントンD.C.首都警察に所属する警察官を含め少なくとも27名が銃撃された。そのうち13名（容疑者を含む）が死亡した。事件の犠牲者のうち少なくとも3名（男性警察官1名および女性の民間人2名）は致命的な状態にあり、現在、ワシントン総合病院で治療を受けている。死亡した者の年齢は下は46歳から上は73歳までとなっている。
死亡犠牲者は次の通りである。
- ミカエル・アーノルド(Michael Arnold) 59歳
- シルビア・フラジア(Sylvia Frasier) 53歳
- キャシー・ガーデ(Kathy Gaarde) 62歳
- ジョン・ロジャー・ジョンソン(John Roger Johnson) 73歳
- フランク・コーラー(Frank Kohler) 50歳
- ケネス・バーナード・プロクター(Kenneth Bernard Proctor) 46歳
- ヴィシュヌ・パンディット(Vishnu Pandit) 61歳
- マーチン・ボドログ(Martin Bodrog) 53歳
- アーサー・ダニエルズ(Arthur Daniels) 51歳
- メリー・フランシス・ナイト(Mary Francis Knight) 51歳
- ジェラルド・リード(Gerald Read) 58歳
- リチャード・マイケル・リジェル(Richard Michael Ridgell) 52歳

## 容疑者
当局者は、この事件の被疑者の1人であるニューヨーク市クイーンズ区の民間請負業、アーロン・アレクシス（1979年5月9日-2013年9月16日） (34歳) が死亡したと伝えた。また、もう1人の被疑者が存在する可能性があり、その人物はいまだ逃亡しているとの見解を発表した。
アーロン・アレクシスはニューヨーク市クイーズ区生まれ、ブルックリン育ちであり、最後に確認された住所はテキサス州フォートワースであった。2007年にアメリカ海軍に入隊後、海軍航空基地フォートワース統合予備役基地に駐留する第46艦隊後方支援飛行隊で勤務していた。航空電気計器整備員第三級の職位に到達後、「不正行為 (a pattern of misconduct) 」と2010年の銃発砲事件（市内で銃器を発砲した容疑でフォートワースに拘留されていた）によって、2011年1月に海軍から普通除隊を言い渡された。2012年9月から2013年1月まで、被疑者はHP Enterprise Servicesの下請業者であるザ・エクスパーツ(The Experts)に勤務しており、海軍/海兵隊イントラネットネットワーク上の「コンピュータシステムのリフレッシュ」業務を行っていた。彼はエンブリー・リドル航空大学の航空学学士を取得するためにインターネット上で仕事を行っていた。
アレクシス容疑者は2004年、他人の男性が所有する車両のタイヤに銃を発砲した容疑によって、ワシントン州シアトルで逮捕されていた。この時、刑事に対しては怒りが増幅して「意識を失った」結果によるものであると説明していた。
この事件では、アレクシス容疑者は「悪意ある器物損壊 (malicious mischief) 」の容疑で逮捕され、キング郡刑務所 (King County Jail) に収容されていた。2008年に当時の警察は「アレクシス容疑者は治安紊乱の容疑により、ジョージア州ディカーブ郡で逮捕された。刑務所に二夜収監されていたが、それ以上の詳細については把握していない。」と述べている。
日本での数か月に渡る業務から戻った後、アレクシス容疑者はフォートワース時代の以前のルームメイトに、海軍における業務を委託した会社から適切な給料が支払われていない旨の不満を表明していた。アレクシス容疑者のほかのルームメイトの話では、彼は差別を受けているという主張を頻繁に話していたとされている。
ワシントンD.C.首都警察のキャシー・リン・ラニア本部長は当初、警察はカーキ色の軍服とベレー帽を着用している白人男性1名とオリーブ色の軍服を着用し、長射程銃を携帯している黒人男性1名を捜索していると発表していたが、白人男性については身元が判明し、被疑者ではないことが確認された。

## 事件の影響
少なくとも8か所の学校が閉鎖され、多くの道路と橋が閉鎖された。ロナルド・レーガン・ワシントン・ナショナル空港発の便は一時的に中止させられた。上院関連施設は「充分な警戒を理由として」アメリカ合衆国上院守衛官によって15時以降閉鎖されたが、約一時間後に規制は解除された。
ワシントン・ナショナルズは本拠地のナショナルズ・パークが事件が発生した海軍工廠地区に近いために、午前中に開催が予定されたアトランタ・ブレーブスとの試合を延期した。中止された試合は翌日にダブルヘッダーで開催される予定である。
9月17日、チャック・ヘーゲルアメリカ合衆国国防長官および国防省関係者らはアメリカ合衆国海軍メモリアルにて、犠牲者を追悼するために花輪献呈式典を行う予定があると発表した。
9月19日、議会議事堂前で、銃規制の強化を求めるデモが開かれた。デモの参加者の中には、サンディフック小学校銃乱射事件の遺族も含まれている。

## 各界の反応
この銃撃事件によってアメリカ合衆国の軍事施設のセキュリティの妥当性に関する議論を誘発した。雑誌「フォーリン・ポリシー (Foreign Policy) 」のあるジャーナリストは、政府事業請負業者、国防省民間職員、兵士に交付される共通アクセスカード（CAC）を持つほぼ全員は多くの軍事施設に「身体検査や金属探知機を通らずに」入ることができてしまう。」と記事で主張している。事件の最重要容疑者であるアーロン・アレクシスの雇用者の話では、彼にはCACが交付されており、その他にも彼は民間請負業者として海軍工廠施設に入るための「シークレット・クリアランス (Secret Clearance) 」が認められていたとされている。
バラク・オバマアメリカ合衆国大統領は犯人らに事件の責任を必ず負わせることを誓約した。また、オバマは9月22日の追悼式典に参加した時、「先進国の中で、このような暴力に耐えねばならないような国は一つもない」と述べて、銃規制強化の必要性を訴えた。